# Intco Medical
Intco Medical Technology Company Limited или INTCO — китайский разработчик и производитель медицинского оборудования, товаров для здоровья и расходных материалов. Входит в число 500 крупнейших предприятий обрабатывающей промышленности Китая. Штаб-квартира в Цзыбо. Компанию контролирует миллиардер Лю Фанъи (он же Фрэнк Лю).

## История
В 1993 году Intco вышла на рынок США, в 1998 году основала маркетинговый центр в Шанхае, в 2003 году — завод в Шанхае, в 2004 году — завод инвалидных колясок в провинции Чжэньцзян, в 2009 году — завод одноразовых перчаток в Цзыбо, в 2010 году — завод одноразовых перчаток в Цинчжоу, в 2013 году — маркетинговые центры в Канаде и Малайзии. 
В 2015 году Intco Medical основала маркетинговый центр в ФРГ. В 2017 году компания вышла на Шэньчжэньскую фондовую биржу и открыла завод в Хуайбэй. В 2020 году Intco построила завод в провинции Цзянси, в 2021 году — заводы одноразовых перчаток в Аньцине и Июане. По итогам первой половины 2021 года Intco Medical заняла второе место (10,67 млрд юаней) среди китайских производителей медицинского оборудования, уступив лишь Mindray (12,78 млрд юаней).
Кроме того, в 2021 году Intco Medical заключила соглашение о сотрудничестве с немецкой Siemens в области цифровизации производства медицинских перчаток. В 2022 году Intco Medical заняла 1954-е место в рейтинге Forbes Global 2000.

## Деятельность
Intco Medical Technology производит товары для ухода и реабилитации пациентов, средства для осмотра и изделия для оказания физиотерапевтической помощи. Основными потребителями продукции Intco являются больницы, поликлиники, дома престарелых и частные лица. Intco Medical экспортирует продукцию в более чем 120 стран и регионов Америки, Европы, Азии, Африки и Океании. Значительными каналами продаж являются платформа Amazon, торговые сети CVS Health, McKesson, Walgreens Boots Alliance, Target и Walmart. Дочерние компании Intco расположены в Японии, Вьетнаме, Малайзии, Сингапуре, Австралии, Германии, США и Канаде.
По итогам 2022 года основные продажи Intco Medical пришлись на средства защиты (90,8 %) и оборудование для реабилитационного ухода (5,7 %). На Китай пришлось 17,2 % оборота, на зарубежные рынки — 82,8 %. 

### Продукция
- Медицинские расходные материалы (одноразовые перчатки и лицевые маски, прозрачные щитки для лица, медицинские халаты, изолирующие штаны и куртки, электроды и гели для электрокардиографии, электроды для дефибрилляторов, электростатические карандаши, санитарные гели и спреи для рук, тампоны-аппликаторы).
- Реабилитационное оборудование (ручные и электрические инвалидные коляски, скутеры для пожилых людей, кресла с подъёмниками, подъёмники для лежачих пациентов, ходунки).
- Физиотерапевтические изделия (охлаждающие и согревающие компрессы, гели и пластыри; подушки и коврики с охлаждающим гелем, резиновые грелки).

### Структура
- Shanghai Intco Medical Products Co. Ltd. (Шанхай, основана в 2003 году)
- Intco Medical Technology Co. Ltd. (Цзыбо, основана в 2009 году)
- Shandong Intco Medical Products Co. Ltd. (Цинчжоу, основана в 2010 году)
- Anhui Intco Medical Products Co. Ltd. (Хуайбэй, основана в 2017 году)
- Jiangxi Intco Medical Co. Ltd. (Пэнцзэ, основана в 2020 году)
- Jiangsu Intco Medical Products Co. Ltd. (Чжэньцзян)
- Shanghai Intco Electrode Manufacturing Co. Ltd. (Шанхай)

## Акционеры
Контрольный пакет акций Intco Medical принадлежит основателю компании Лю Фанъи. Среди институциональных инвесторов выделяются GF Fund Management (3,1 %), Hwabao WP Fund Management (1,61 %), China Southern Asset Management (1 %), Rongtong Fund Management (0,91 %), E Fund Management (0,67 %) и Hua An Fund Management (0,47 %).